# Гедимінас Шеркшнис
Гедимінас Шеркшнис (лит. Gediminas Šerkšnys; 11 лютого 1948, Каунас) — литовський дипломат. Підписант Акту Верховної Ради Литовської Республіки про відновлення Незалежної Литовської Держави. Заступник міністра закордонних справ Литовської Республіки. Постійний представник Литви при Організації Об'єднаних Націй (2000—2006). Доктор математичних наук (1993)

## Життєпис
Народився 11 лютого 1948 року у Каунасі. У 1972 році закінчив Каунаський медичний інститут, біофізик. У 1979 захистив кандидатську дисертацію з технічної кібернетики, у 1993 році докторську.
У 1981—1988 рр. — співробітник Каунаського інституту фізико-технічних проблем енергетики. Старший науковий співробітник Каунаського інституту кардіології, згодом — завідувач відділу СВ «Балтійський Амадей», Сфера наукових інтересів — теорія оптимізації, штучний інтелект.
У 1988 році — Член Каунаської ініціативної групи литовського Саюдіса, голова комітету із закордонних справ, засновник Асоціації штучного інтелекту Литовського союзу комп'ютерних наук АН СРСР.
З 1990 року — Депутат Верховної Ради-Відновлювального Сейму Литовської Республіки, голова Державної комісії з реконструкції.
У 1991—1993 рр. — Заступник міністра закордонних справ Литовської Республіки, у 1992 році міністр уряду Литовської Республіки без портфеля, координатор і член делегації держави переговорів з Російською Федерацією щодо виведення армії та інших питань.
У 1993—1997 рр. — працював у консалтинговій фірмі «A. Abišala ir partneriai. Konsultacinė firma», керівник Вільнюського, згодом Каунаського відділення.
У 1997 році — голова делегації Литви на передвступних переговорах з Європейським Союзом.
У 1998—2000 рр. — Заступник міністра закордонних справ Литовської Республіки, відповідальний за інтеграцію до Європейського Союзу, голова Делегації з переговорів зі Святим Престолом.
У 2000—2006 рр. — Постійний представник Литви при Організації Об'єднаних Націй.
У 2006 році — посол з особливих доручень МЗС Литви, згодом — голова спеціальної місії Литви в Афганістані.
У 2007—2008 рр. — Надзвичайний і Повноважний Посол, Координатор допомоги Литви Афганістану.
З 2008 року — Постійний представник Литовської Республіки при Раді Європи в Страсбурзі.